# وسائل الإعلام الرئيسية

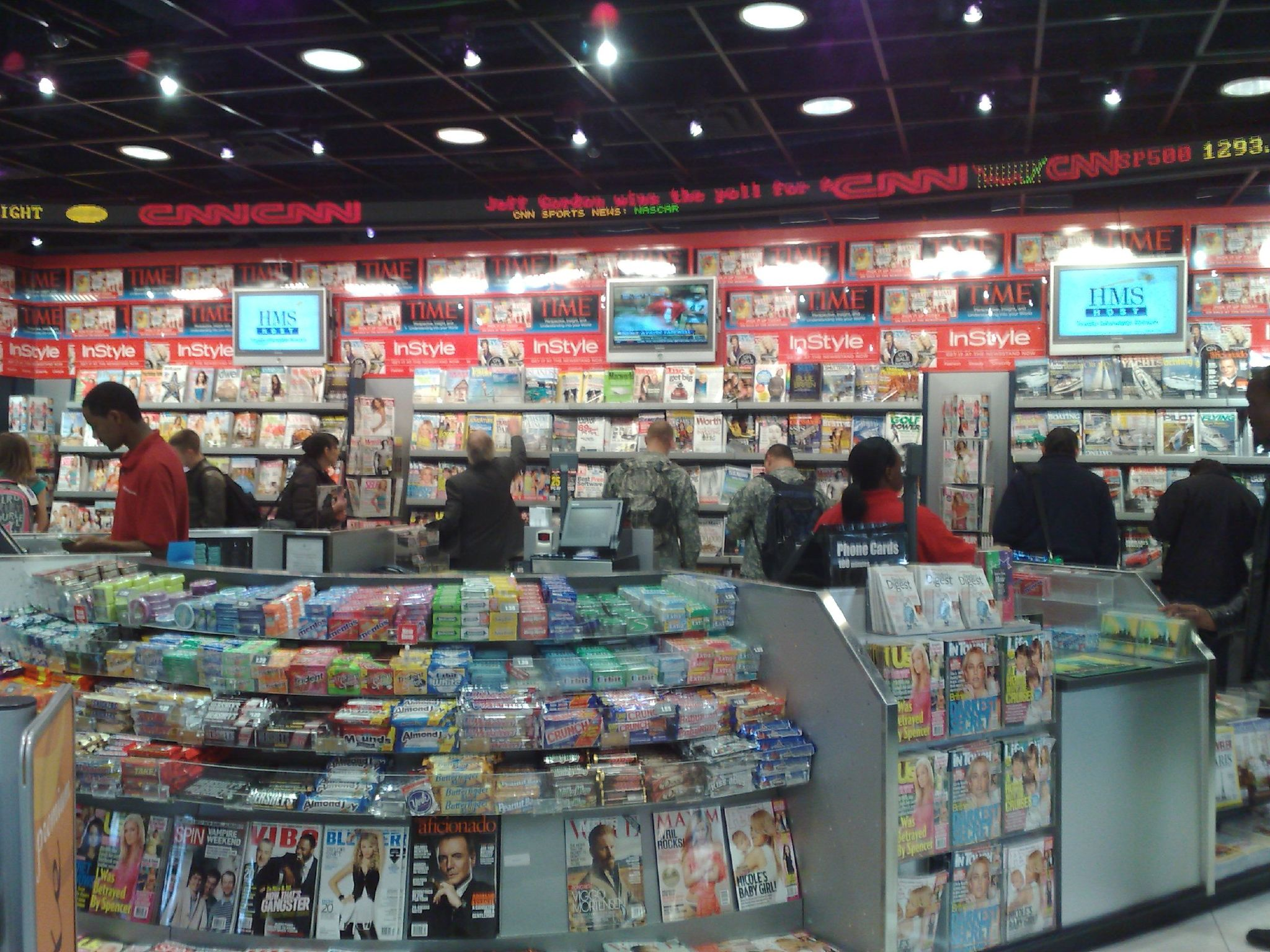
كشك بيع الصحف لعام 2008 في لاس فيغاس بالولايات المتحدة الأمريكية

وسائل الإعلام الرئيسية (بالإنجليزية: Mainstream Media) هي وسائط الإعلام التي يتم نشرها عبر قنوات توزيع أكبر، وهي تمثل بالتالي ما يتعرض له على الأرجح معظم مستهلكي الوسائط الإعلامية. ويشير أيضًا المصطلح إلى وسائط الإعلام التي تعكس عمومًا تيارات الفكر أو التأثير أو النشاط السائدة.
يشير غالبًا هذا المصطلح إلى المؤسسات الإخبارية الكبيرة بما في ذلك الصحف ووسائل الإعلام الإذاعية، التي تقوم بعمليات اندماج واستحواذ تدريجية في الولايات المتحدة وغيرها من الدول بمعدل متزايد بدءًا من تسعينيات القرن العشرين. وقد أثار التركيز على ملكية وسائل الإعلام مخاوف من انسجام وجهات النظر المقدمة لمستهلكي الأخبار. وبناء على ذلك فإن مصطلح وسائل الإعلام الرئيسية تم استخدامه على نطاق واسع في المحادثات والمدونات غالبًا بمعنى يوحي بمعارضته أو ازدرائه أو رفضه عند مناقشة الإعلام وتحيز الأجهزة الإعلامية.
المؤسسات الإعلامية مثل سي بي إس و نيويورك تايمز تضع القاعدة لوكالات الأنباء الأصغر عن طريق إجراء مناقشات تدير هذه الوكالات التي تفتقر للموارد اللازمة من أجل إجراء المزيد من البحوث الفردية وتغطية الأخبار وتستخدم وكالة أسوشيتد برس هذه الوسيلة الأساسية حيث تحصل العديد من وكالات الأنباء على الأخبار الخاصة بها. ونتج عن ذلك تأثير إعادة التدوير الذي تنتقل فيه الفكرة العضوية إلى التيار الرئيسي الذي يختار المناقشة وتعيد الوكالات الأصغر قراءتها بدون اختلاف في وجهة النظر.

## مصطلحات بديلة
ماركوس موليتساس، مؤسس مدونة دايلي كوز الخاصة بالحزب الديمقراطي يقول إنه بإطلاق مسمى وسائل الإعلام الرئيسية على الإعلام القديم، فبشكل متلازم سيتم تهميش الإعلام الجديد وبالتالي يفضل استخدام مصطلح «الإعلام التقليدي» بدلاً من ذلك.
وسائل الإعلام العرجاء (Lamestream media) هو مصطلح يعبر عن تورية تعتمد على استبدال كلمة «رئيسي» (main) لتحل محلها كلمة «عرجاء» (lame) في المصطلح الخاص بوسائل الإعلام "الرئيسية"، وهو مصطلح بديل يدل على الازدراء. وقد أشارت سارة بالين بشكل متكرر في تقاريرها الصحفية إلى وسائل الإعلام العرجاء ولا سيما أثناء مشاركتها في اكسبريس حزب الشاي في سياق ما اعتبرته تشويهًا لحركة حزب الشاي من قبل وسائل الإعلام.